# Saint-Laurent-de-Cerdans
Saint-Laurent-de-Cerdans (în catalană Sant Llorenç de Cerdans) este o comună în departamentul Pyrénées-Orientales din sudul Franței. În 2009 avea o populație de 1.281 de locuitori.

## Evoluția populației
| An        | 1975  | 1982  | 1990  | 1999  | 2006  | 2009  |
| --------- | ----- | ----- | ----- | ----- | ----- | ----- |
| Populație | 1.807 | 1.607 | 1.489 | 1.218 | 1.299 | 1.281 |